# Regionalwahl in der Lombardei 2023
Die Regionalwahl in der Lombardei 2023 fand am 12. und 13. Februar statt; der Regionalrat und der Präsident der Region Lombardei wurden gleichzeitig gewählt.

## Wahlergebnis
| Kandidaten                            | Kandidaten             | Stimmen   | %    | Listen                                                     | Stimmen   | %    | Mandate |
| ------------------------------------- | ---------------------- | --------- | ---- | ---------------------------------------------------------- | --------- | ---- | ------- |
|                                       | Attilio Fontanagewählt | 1.774.482 | 54,7 | Fratelli d’Italia                                          | 725.402   | 25,2 | 22      |
| Lega Salvini per Fontana              | Attilio Fontanagewählt | 1.774.482 | 54,7 | 476.175                                                    | 16,5      | 14   |         |
| Forza Italia                          | Attilio Fontanagewählt | 1.774.482 | 54,7 | 208.420                                                    | 7,2       | 6    |         |
| Lombardia Ideale - Fontana Presidente | Attilio Fontanagewählt | 1.774.482 | 54,7 | 177.387                                                    | 6,2       | 5    |         |
| Noi Moderati - Rinascimento Sgarbi    | Attilio Fontanagewählt | 1.774.482 | 54,7 | 33.711                                                     | 1,2       | 1    |         |
| ↳ Gesamt                              | Attilio Fontanagewählt | 1.774.482 | 54,7 | 1.621.095                                                  | 56,3      | 48   |         |
|                                       | Pierfrancesco Majorino | 1.101.410 | 33,9 | Partito Democratico - Lombardia Democratica e Progressista | 628.774   | 21,8 | 17      |
| Movimento 5 Stelle                    | Pierfrancesco Majorino | 1.101.410 | 33,9 | 113.229                                                    | 3,9       | 3    |         |
| Patto Civico - Majorino Presidente    | Pierfrancesco Majorino | 1.101.410 | 33,9 | 110.126                                                    | 3,8       | 2    |         |
| Alleanza Verdi e Sinistra             | Pierfrancesco Majorino | 1.101.410 | 33,9 | 93.019                                                     | 3,2       | 1    |         |
| Nicht gewählte Direktkandidat         | Pierfrancesco Majorino | 1.101.410 | 33,9 | –                                                          | –         | 1    |         |
| ↳ Gesamt                              | Pierfrancesco Majorino | 1.101.410 | 33,9 | 945.148                                                    | 32,8      | 24   |         |
|                                       | Letizia Moratti        | 320.349   | 9,9  | Letizia Moratti Presidente                                 | 152.652   | 5,3  | 4       |
| Azione - Italia Viva                  | Letizia Moratti        | 320.349   | 9,9  | 122.356                                                    | 4,2       | 3    |         |
| ↳ Gesamt                              | Letizia Moratti        | 320.349   | 9,9  | 275.008                                                    | 9,5       | 7    |         |
|                                       | Mara Ghidorzi          | 49.514    | 1,5  | Unione Popolare                                            | 39.913    | 1,4  | –       |
| Gesamt                                | Gesamt                 | 3.245.754 | 100  |                                                            | 2.881.164 | 100  | 80      |